# Réactif de Collins

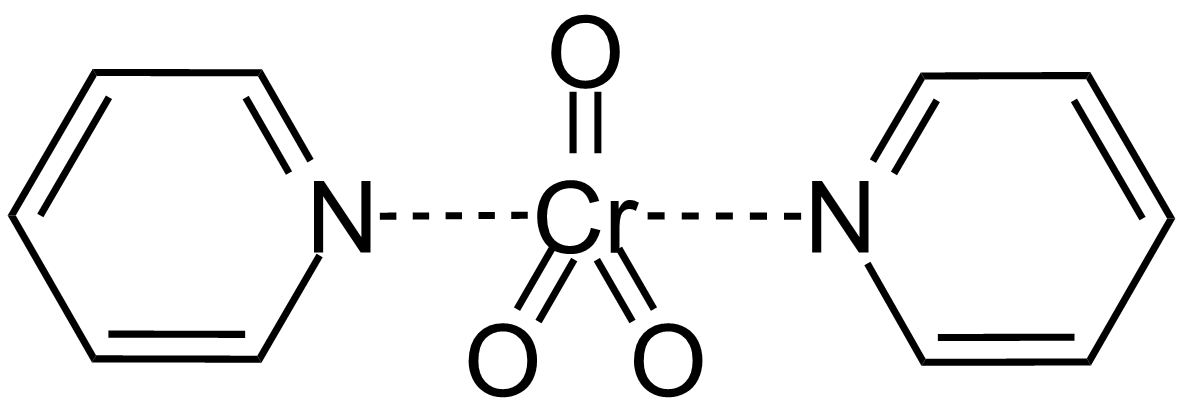
Formule topologique du réactif de Collins.

Le réactif de Collins est un complexe de trioxyde de chrome (CrO3) et de pyridine dans le dichlorométhane. Il est utilisé pour oxyder sélectivement les alcools primaires en aldéhydes et il tolère un grand nombre de groupements fonctionnels.
Il peut être employé à la place du réactif de Jones ou du chlorochromate de pyridinium pour l'oxydation des alcools secondaires en cétones.
Le réactif de Collins est particulièrement utile pour les oxydations de composés sensibles aux acides. C'est là que réside son avantage face au réactif de Jones qui contient de l'acide sulfurique concentré.
Ce complexe est dangereux et difficile à synthétiser car, en plus de pouvoir s'enflamer durant la préparation, il est hygroscopique.
Pour que la réaction soit complète, on l'utilise généralement en excès, environ à six équivalents molaires.

## Voir également
- Chlorochromate de pyridinium
- Oxydation de Swern
- Oxydation de Jones
- Oxydation de Sarett
- Oxydation et réduction en chimie organique
- Oxydation d'un alcool